# Olympische Sommerspiele 1904/Leichtathletik – Hochsprung (Männer)
Der Hochsprung der Männer bei den Olympischen Spielen 1904 in St. Louis wurde am 29. August 1904 im Francis Field ausgetragen.
Es gab einen Doppelsieg für die USA. Samuel Jones gewann die Goldmedaille vor Garrett Serviss. Bronze ging an den Deutschen Paul Weinstein.

## Rekorde
Die damals bestehenden Weltrekorde waren noch inoffiziell.
| Weltrekord         | 1,97 m | Michael Sweeney | USA | New York (USA), 21. September 1895   |
| Olympischer Rekord | 1,90 m | Irving Baxter   | USA | Finale OS Paris (FRA), 15. Juli 1900 |

In St. Louis blieben die Leistungen deutlich unter den bestehenden Rekorden.

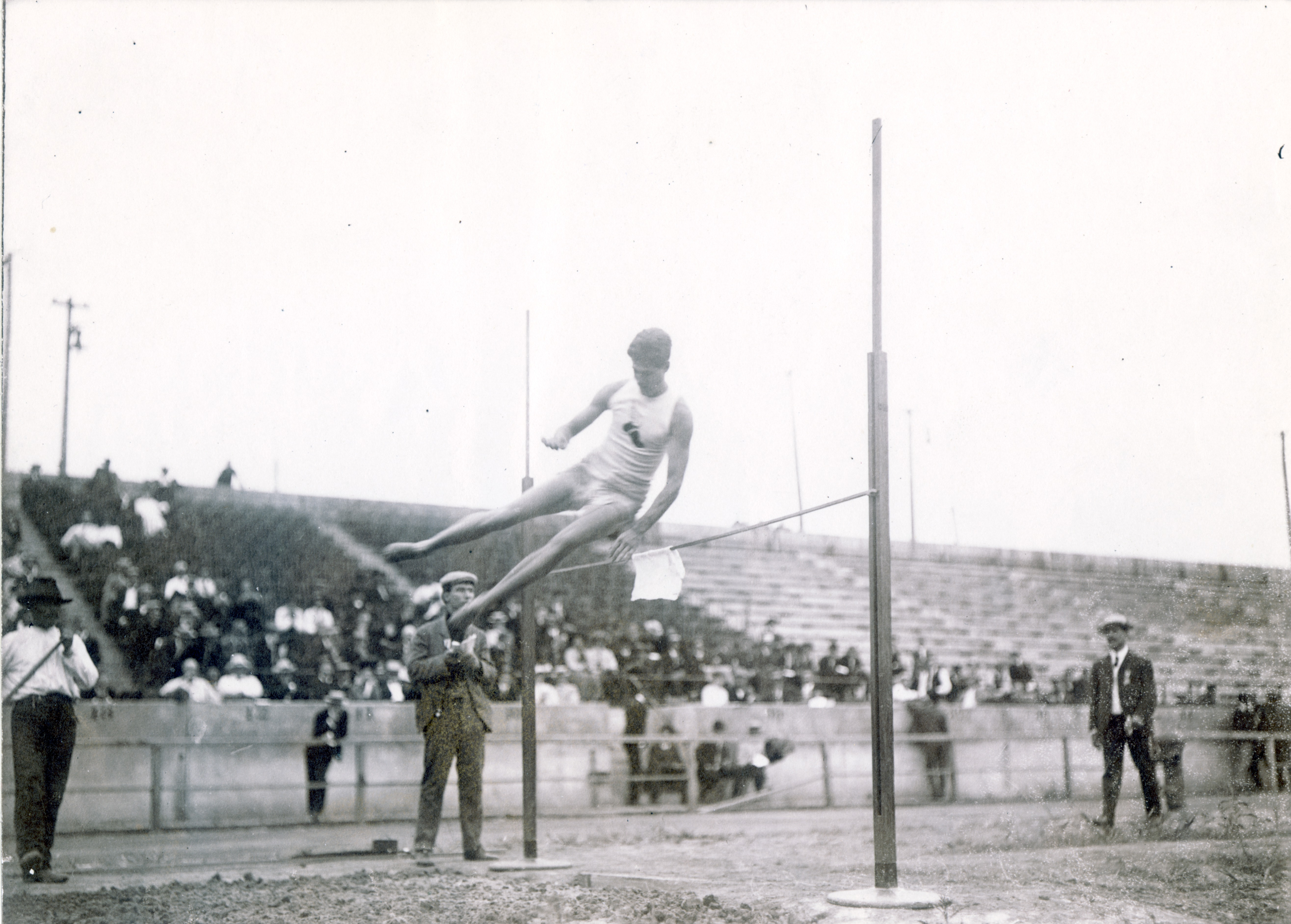
Samuel Jones beim Überqueren der Hochsprunglatte

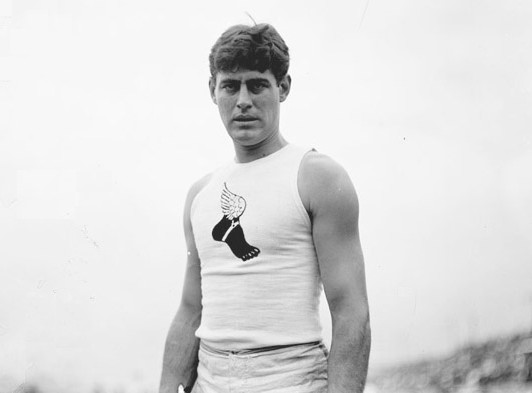
Olympiasieger Samuel Jones, USA

## Ergebnis
| Platz | Athlet          | Land        | Höhe (m) |
| ----- | --------------- | ----------- | -------- |
| 1     | Samuel Jones    | USA         | 1,803    |
| 2     | Garrett Serviss | USA         | 1,778    |
| 3     | Paul Weinstein  | Deutschland | 1,778    |
| 4     | Lajos Gönczy    | Ungarn      | 1,750    |
| 5     | Emil Freymark   | USA         | 1,720    |
| 6     | Ervin Barker    | USA         | 1,700    |

Nachdem Samuel Jones als Sieger feststand, versuchte er sich noch erfolglos an 1,89 m. Der Kampf um Platz zwei wurde zwischen Garrett Serviss und Paul Weinstein im Stechen entschieden, wobei Weinstein zeitgleich einen inoffiziellen Handicap-Wettbewerb im Weitsprung bestritt. Die Sprungstile waren unterschiedlich. Jones und Serviss verwendeten den Schersprung, Weinstein einen Rollstil. Lajos Gönczy sprang wohl eine Hocke.
Insgesamt blieben die Leistungen auf einem bescheidenen Niveau. Schon acht Jahre zuvor in Athen war die Sprunghöhe des Siegers um knapp einen Zentimeter besser, in Paris bei den Spielen 1900 waren es fast zehn Zentimeter. Sweenys Weltrekord lag sogar knapp siebzehn Zentimeter über der Siegerleistung von St. Louis.
Lajos Gönczy wurde zwei Tage später im Hochsprung aus dem Stand Fünfter, Paul Weinstein belegte am 3. September im Stabhochsprung Rang sieben.
Die Angaben zum Resultat in den hier eingesetzten Quellen unterscheiden sich kaum. Die Reihenfolge stimmt komplett überein, bei den Leistungen bis Rang vier liegen die Abweichungen im Millimeterbereich. Für den fünftplatzierten Emil Freymark gibt es bei SportsReference Kluge und zur Megede keine Höhennennung, bei zur Megede ist auch für den sechstplatzierten Ervin Barker keine Leistung beziffert.